# Нокс (округ, Миссури)
Округ Нокс (англ. Knox County) — округ штата Миссури, США. Население округа на 2009 год составляло 3981 человек. Административный центр округа — город Эдайна.

## История
Округ Нокс основан в 1843 году.

## География
Округ занимает площадь 1310.5 км2.

## Демография
Согласно оценке Бюро переписи населения США, в округе Нокс в 2009 году проживало 3981 человек. Плотность населения составляла 3 человека на квадратный километр.